# إيكاترينا كارافيلوفا
إيكاترينا كارافيلوفا (بالبلغارية: Екатерина Каравелова) (21 أكتوبر 1860 في روشوك - 1 أبريل 1947 في العاصمة البلغارية صوفيا) هي معلمة بلغارية ومترجمة وناشرة وناشطة في حقوق المرأة. أسست المنظمة النسائية الثقافية «الأم-مايكا» وترأستها في الفترة من عام 1899 إلى عام 1929، وكانت رئيسة الفرع البلغاري للرابطة النسائية الدولية للسلام والحرية في عام 1925، وكانت شريكًا مؤسسًا للرابطة البلغارية الرومانية في عام 1932 وشريكًا مؤسسًا لجمعية الكتاب البلغارية ورئيستها في عام 1935.
كانت من أوائل من نشطوا في مناقشة تعليم المرأة ووضع المعلمات. وفي عام 1901، كانت كارافيلوفا أحد مؤسسي الاتحاد النسائي البلغاري إلى جانب فيلا بلاغويفا وكينا كونوفا وآنا كاريما وجوليا مالينوفا. وشكلت المنظمة مظلة لسبعة وعشرين منظمة نسائية محلية أسست في بلغاريا منذ عام 1878. وجدير بالذكر أن المنظمة أسست ردًا على القيود المفروضة على تعليم المرأة، بالإضافة إلى أنها شكلت منفذًا إلى الدراسات الجامعية في التسعينيات من القرن التاسع عشر، وهدفت إلى تمكين المرأة وتعزيز مشاركتها الفكرية. نظمت كارافيلوفا المؤتمرات الوطنية ووظفت صحيفة صوت المرأة (بالبلغارية: Zhenski glas) أداة للتعبير عن أفكارها. شغلت كارافيلوفا منصب المندوب البلغاري في العديد من المؤتمرات الدولية. وفي العام 1935 عارضت عقوبة الإعدام للسجناء السياسيين في بلغاريا، وفي عام 1938 عملت في لجنة عارضت إغلاق المدارس البلغارية في رومانيا.
سُميت منطقة في القارة القطبية الجنوبية باسم كارافيلوفا بوينت «تيمنًا بإيكاترينا كارافيلوفا (1860-1947)، مترجمة ومؤلفة وناشطة.

## حياتها المبكرة
وُلدت إيكاترينا كارافيلوفا في21 أكتوبر 1860 في عائلة من الطبقة الوسطى في روشوك (روس حاليًا)، وهي واحدة من أكبر المدن في الجزء الأوروبي من الإمبراطورية العثمانية. كانت الأصغر بين أربعة إخوة: ستويانكا وفيليك وبينيف، توفي والدها في سن مبكرة. في يونيو 1870، ذهبت إيكاترينا إلى روسيا مع عمتها، كرياكي نيكولاكي مينكوفا، وهي والدة تودور مينكوف مؤسس مأوى السلاف الجنوبي. وفي يناير 1871، نقل مينكوف إيكاترينا إلى موسكو لعائلة المتقاعد الجنرال فسيفولود ليرمونتوف وزوجته إليزافيتا أندرييفنا. حيث التقت إيكاترينا بعالمة الرياضيات الشهيرة صوفيا كوفالفسكا. عاشت مع عائلة ليرمونتوف لعدة سنوات خلال تعليمها في موسكو. وفي أغسطس 1878، تخرجت بميدالية ذهبية من المدرسة الثانوية الرابعة للبنات في موسكو، ثم عادت إلى الدولة البلغارية الحديثة، وبحلول الخريف بدأت مهنة التدريس في روس (1878- 1880)
في عام 1880، بدلاً من دراسة الطب والانضمام إلى جمعية «النساء المتعلمات» في سانت بيترسبرغ، تزوجت إيكاترينا من بيتكو كارافيلوف (1843-1903)، سياسي بلغاري ومحامي متدرب وزعيم الحزب الليبرالي الديمقراطي ورئيس الجمعية الوطنية البلغارية ورئيس وزراء بلغاريا. بعد الزواج، ذهبت مع زوجها إلى صوفيا. كان لديهم ثلاث بنات: رادا وفيولا ولورا.
سرعان ما أصبحت إيكاترينا جزءًا من النخبة السياسية للدولة البلغارية الحديثة، وذلك بفضل التعليم الجيد والتربية التي تلقتها من عائلة ليرمونتوف الأرستقراطية ومنصب زوجها. ارتبط الجزء الأول من حياتها بالنشاط السياسي لزوجها، والذي دعمت خلاله الكفاح الديمقراطي للحزب الليبرالي لزوجها (ضد المحافظين البلغاريين).

## نشاطها السياسي والاجتماعي
بعد أن أوقف الأمير البلغاري ألكسندر باتنبرغ الدستور في عام 1881، توجهت أسرة كارافيلوف إلى بلوفديف، عاصمة مقاطعة روميليا التي تتمتع بحكم شبه ذاتي، وأصبحت بعد ذلك جزءًا من الإمبراطورية العثمانية. عملت كل من إيكاترينا وبيتكو معلمين في بلوفديف. في عام 1884، تمكنوا من العودة إلى صوفيا، وواصلت إيكاترينا التدريس في مدرسة ثانوية للبنات، لكنها لم تحصل على راتب لأنها زوجة رئيس الوزراء.
سافرت حول البلاد مع زوجها، واحتفظت بمراسلاته وأيدت قراراته في اللحظات الحرجة خلال أيام توحيد مملكة بلغاريا مع روميليا الشرقية في سبتمبر 1885 وخلال الحرب الصربية البلغارية اللاحقة.[2]
أثناء الحرب، فقد بعض رجال الدولة البلغارية أعصابهم تحت التهديد الصربي، لكن كارافيلوفا نجحت بالإبقاء على شعور الأمان، وأثار ذلك إعجاب الكثير من الناس بنهجها الفعال تجاه الأزمة. ظلت حياتها مرتبطة بالأحداث السياسية في بلغاريا مثل تنازل ألكساندر باتنبرغ وترشيح زوجها واحدًا من الحكام الثلاثة واستقالته والدكتاتورية اللاحقة خلال حكم ستيفان ستامبولوف (1854- 1895). عانت عائلة كارافيلوفا من الاضطهاد أثناء حكم ستامبولوف وتم القبض على زوجها في عام 1887 وحتى عام 1892، حيث وُضع في السجن وتعرض للتعذيب، وحوكمت إيكاترينا لنشرها منشورات سياسية ضد النظام. اتُّهمت بإخبار الأكاذيب عن الحكومة للدبلوماسيين الأجانب –رغم إثبات براءتها– وعندما حاولت إيجاد وظيفة كمعلمة، كان الناس يخشون توظيفها باستثناء المدرسة الكاثوليكية في روس، حيث عملت من عام 1892 وحتى 1894 بأجر منخفض جدًا.
بعد تغيير الحكومة، تمكنت كارافيلوفا من الحصول على وظيفة تعليمية بأجر معقول في مدرسة البنات الثانوية في روس (1894- 1896). وعند إطلاق سراح زوجها، عادت إلى صوفيا للتدريس في مدرسة ثانوية للبنات حتى وفاة زوجها في عام 1903.
في عام 1899، أسست إيكاترينا المنظمة الثقافية النسائية «الأم» في صوفيا، ورأستها لمدة ثلاثين عامًا. إيمانًا منها بأن استقلال المرأة ومساواتها يتطلبان إتاحة الفرص لهن لكسب الرزق، ودعمت بقوة تعليم المرأة المهني والاحترافي. وقادت حملات من خلال المنظمة لفتح مدرسة البنات المهنية «ماريا لويزا».
في عام 1901 شاركت في تأسيس الاتحاد النسائي البلغاري. قاد نجاح إيكاترينا المهني إلى الاعتقاد أن كل شخص قادر على النجاح إذا امتلك الصفات اللازمة. لكنها اعتقدت أنه من السابق لأوانه التفكير في المساواة بين الجنسين في بلغاريا، إذ لم تكن معظم النساء جاهزات بعد. وشعرت أنه إذا تم تكافؤ النساء قبل إعدادهن بشكل مناسب، فقد لا تكون النتائج مرغوبة. ومع ذلك، دعمت الأنشطة التعليمية والتحرر من خلال الاتحاد النسائي البلغاري. ونتيجة لمعرفتها باللغات الأجنبية وعلاقاتها بالأشخاص في البلدان الأخرى، حافظت على المراسلات الأجنبية للاتحاد. في عام 1915، أصبحت نائبة رئيس الاتحاد حتى عام 1925. وفي عام 1926، أصبحت عضوًا فخريًا في الاتحاد –إلى جانب جوليا مالينوفا وكينا كونوفا ورادا ستالييسكا– تقديرًا لعملها المتميز.
بعد وفاة زوجها في عام 1903، بدأت إيكاترينا فترة جديدة في حياتها. فانسحبت من المشاركة في الحزب الديمقراطي، لكنها واصلت الاهتمام الشديد بالسياسة وإن لم تكن عضوًا في حزب سياسي، كما تشير مذكراتها. كرست وقتها للعمل الخيري العام، والمساعي الوطنية وقضايا التعليم والسلام. بعد هزيمة ثورة إيليندين في عام 1903، عملت إيكاترينا مسؤولة عن لجنة السيدات في صوفيا لإطلاق سراح النساء المقدونيات من السجن. احتجت في المنتديات الدولية ضد لامبالاة الدول العظمى تجاه المصالح الوطنية البلغارية وعلى مصير عشرات الآلاف من اللاجئين الذين لا يمكن استيعابهم بسهولة في بلغاريا.
في عام 1904، سافرت إلى لندن حيث كانت مندوبة في المؤتمر المقدوني التي عقدته «لجنة البلقان» برئاسة جيمس برايس ونويل بوكستو، وكان كلاهما عضوًا في حزب العمل وأنصار القضية الوطنية البلغارية. وفضلًا عن دعوتها للحضور من قبل منظمي المؤتمر، طلب المقدونيون من إيكاترينا الذهاب كمندوبة لهم. في رحلة العودة، بقيت في باريس وأبلغت الشعب الفرنسي بالظروف المعيشية المروعة للاجئين المقدونيين والتراقيين. في نفس العام، وبصفتها أمينة الخزنة في لجنة السيدات، نظمت وأرسلت لجنة صحية بلغارية إلى روسيا خلال الحرب الروسية اليابانية وخلال حروب البلقان، كما ساعدت في تأسيس مستشفى في الأكاديمية العسكرية. بين نوفمبر 1913 وأبريل 1914 وخلال تواجدها في روسيا، تلقت نبأ وفاة ابنتها لورا المأساوية.
أصبحت إيكاترينا كارافيلوفا واحدة من رموز الحركة البلغارية للسلام والحرية. وترأست رابطة السلام الدائم البلغارية واتحاد المرأة المقدونية في بلغاريا اللتان أصبحتا لاحقًا عضوتين في الرابطة النسائية الدولية للسلام والحرية عند تأسيسها في عام 1919.  بعد انتفاضة سبتمبر الشيوعية في عام 1923، ترأست كارافيلوفا لجنة لتقديم الإغاثة للضحايا، بالرغم من أنها لم تتعاطف مع الشيوعيين. كما ساهمت في إنشاء مجلة صرخة الأحرار، وهي مجلة صاغها الليبرالي الصحفي جوزيف هربست. بعد القصف الشيوعي لكنيسة «سفيتا نديليا» في صوفيا في عام 1925، اختفى جوزيف هيربست مثل العديد من المثقفين البلغاريين التقدميين الآخرين. في عام 1925، ساعدت كارافيلوفا المؤلف الفرنسي هنري باربوسي الذي وصل إلى بلغاريا على جمع معلومات حول الإرهاب السياسي للنظام في كتابه «الجلادون».

## وفاتها
توفيت إيكاترينا كارافيلوفا في صوفيا في 1 أبريل 1947. ودُفنت بجوار زوجها، بيتكو كارافيلوف في مقبرة الكنيسة السبعة المقدسة –المسجد الأسود والسجن الرئيسي في صوفيا سابقًا. لا يوجد مقبرة بالقرب من هذه الكنيسة، فقط قبري إيكاترينا وبيتكو كارافيلوفي وذلك لمساهمتها غير العادية في الحياة البلغارية العامة.

## التكريمات
حصلت إيكاترينا على العديد من التكريمات، بما في ذلك ميدالية «من أجل حب الإنسانية» وهي أعلى ميدالية للتأثير المدني. كما حصلت على ميدالية فضية للثقافة والفن، وصليب من أجل الاستقلال وزخرفة من الصليب الأحمر. في سن الشيخوخة، كثيرًا ما قالت إن كفاح البلغاريين ضد الهيمنة الأجنبية عزز التماسك الوطني، وحافظ على الترابط الأسري، ومنح النساء مكانة متساوية في المجتمع. وكانت هذه القيم التي حافظت عليها حتى نهاية حياتها.